# Just Believe
「Just Believe」（ジャスト・ビリーヴ）は2000年12月6日にソニー・ミュージックレコーズから発売された知念里奈の14枚目のシングル。

## 解説
知念のシングル曲で唯一のノンタイアップ。本作はリミックスのカラオケバージョンも収録。

## 収録曲
作詞：うらん／作曲：大久保薫／編曲：MAESTRO-T
1. Just Believe
2. Just Believe （Ryuichiro Yamaki Remix）
3. Just Believe （ORIENTA-RHYTHM BANQUET Mix）
4. Just Believe （Backing Track）
5. Just Believe （Ryuichiro Yamaki Remix Instrumental）
6. Just Believe （ORIENTA-RHYTHM BANQUET Mix Instrumental）

## 収録アルバム

### Just Believe
- オリジナル・アルバム『breath』（2001年7月4日）
- ベスト・アルバム『Rina Chinen 20th Anniversary 〜Singles & My Favorites〜』（2017年2月8日）